# NGC 2686
NGC 2686 est une paire de vastes galaxies lenticulaires (elliptiques ?) située dans la constellation de la Grande Ourse. Cette paire de galaxies a été découverte par l'astronome irlandais R. J. Mitchell en 1858.
La galaxie PGC 25025 à l'est est indiquée par E : dans l'encadré et PGC 25026 à l'ouest par O :. Lorsqu'il n'y a qu'une donnée, elle s'applique aux deux galaxies.
NGC 2686a est une galaxie active à raies d’émissions optiques étroites (NLAGN).

## Paire physique de galaxies
Ces deux galaxies pourraient constituer une paire physique de galaxies. En effet, la vitesse par rapport au fond diffus cosmologique de PGC 25025 (la galaxie orientale) est de 15 257 ± 12 km/s, ce qui correspond à une distance de Hubble de 225 ± 16 Mpc (∼734 millions d'al) et celle de PGC 25026 est de 15 783 ± 12 km/s ce qui correspond à une distance de Hubble de 233 ± 16 Mpc (∼760 millions d'al). 